# Аренсбурзька культура
Аренсбурзька культура — археологічна культура епохи палеоліту. Інша назва (спільно з культурою Бромме) — культура Лінгбі. Науково датується 10 000 (за іншими даними 9 000) — 8 000 роками до н. е.

## Територія
Нідерланди, північна Німеччина, Данія, Східна Померанія, і Східна Пруссія.

## Археологічні знахідки
Головна стоянка культури — Штельмоор, знаходиться поблизу Аренсбурга за 20 км від Гамбурга (Німеччина), за 600 м від стоянки Мейєндорф своєї попередниці, — Гамбурзької культури. Її верхній шар відноситься до IX тисячоліття до н. е. (8500—8100 роки до н. е.). Її мешканці були мисливцями не тільки на північного оленя (головний об'єкт полювання: знайдені залишки 1 тис. оленів), але і на лося, бобра, рись та інших тварин.

## Вироби культури
На стоянці Штельмоор, так само як і на інших пам'ятниках аренсбурзької культури, знайдені численні кремінні вироби — скребки, свердла і інші, кам'яні наконечники з черешком для стріл і дротиків і особливі характерні саповидні знаряддя з рогу північного оленя (так званого типу Лінгбі), товсті гарпуни. Знайдено два луки, виготовлені з сосни. Мабуть, мисливці на північного оленя в Штельмооре здійснювали жертвопринесення, кидаючи в озеро перших убитих тварин з прив'язаними на шию каменями. На березі були укопані в землю стовпи, на які надягали черепи північного оленя з рогами.

## Клімат і природний світ
Ще донедавна вкриті льодовиком землі культури представляли з себе приарктичні степи і ліси. Балтійське море було дуже холодним і певно замерзало взимку.

## Етнічна належність; Відносини з іншими культурами
Генетичні дослідження ДНК сучасних скандинавів дозволяють припустити, що поява Аренсбурзької культури може бути пов'язана із двома гаплогрупами Y-хромосоми, кожна з яких може відноситись до різних географічних регіонів. Носії гену Hg R1a1, в дослідженнях Пассаріно та ряду інших дослідників, поширились та принесли аренсбурзьку «культуру» з долини Дніпро-Дону в період українського притулку в останньому льодовиковому максимумі між 13000 та 7600 років тому. Інше пояснення застосовують Дюпуї та його колеги, які вважають предками скандинавів людей з гаплогрупи Hg P*(xR1a) чи R1b (по Y-хр. ДНК), що принесли аренсбурзьку культуру. Дюпуї підкреслює генетичну подібність із германцями.
Десь з 9 000 року до РХ аренсбуржці почали розселюватися услід за відступаючим льодовиком в двох напрямах — на північний захід і північний схід, огинаючи з двох сторін Балтійське льодовикове озеро. Ними був створений ряд так званих «культур кола маглемозе», час існування яких припадає на 8000-5000 до РХ. Це культури фосна в Швеції і Норвегії; комса — на крайній півночі Скандинавії, включаючи Кольський півострів; аськола і суомус'ярві у Фінляндії і Карелії; верет'є в Східному Приладожжі; кунда на території Іжорії, Естонії і Латвії і маглемозе в Англії, Північній Німеччині і Данії. Ці культури як би опоясують з усіх боків Балтійське море, тому аренсбурзький потік колонізації, можна умовно позначити як «колобалтійський».